# تیم ملی بسکتبال زنان انگلستان
تیم ملی بسکتبال زنان انگلستان، نماینده انگلیس در مسابقات بین‌المللی بسکتبال زنان است.